# 마쓰이 이와네
마쓰이 이와네(일본어: 松井 石根, 1878년 7월 27일 ~ 1948년 12월 23일）는 중지나방면군 사령관 겸 상하이 파견군 사령관, 하얼빈 특무기관장(特務機関)을 지낸 일본 제국 육군의 대장이다. 마쓰이 이와네는 포츠담 회담 수락 후, 난징대학살의 책임이 거론되어 극동 국제 군사 재판에서 사형 판결(BC급 전범)을 받아 교수형으로 처형 되었으며, 다른 전범들과 같이 야스쿠니 신사에 합사되어있다.

## 생애

### 출신
마쓰이는 아이치현 출신으로, 오와리 번사 마쓰이 다케쿠니(松井武国, 아버지)와 히사(어머니)의 6남으로 태어났다.

### 청년 시절
세이조 중고등학교, 일본 육군사관학교, 일본 육군대학교를 졸업하였으며, 육군대학교 재학 중에 러일 전쟁에 참전한 군대를 따라나섰다.
중국에 주재중인 쑨원(孫文)의 대아시아주의에 강하게 공명(共鳴)해 혁명을 지원하였고, 중국국민당의 위안 스카이(袁世凱) 타도에도 협력하였다. 1933년에는 대아시아 협회의 설립 발기인이 되어 같은 해 8월에 타이완 아시아 협회를 설립하였다. 또 일본에 유학했던 장제스(蔣介石)와도 친교가 있어 장제스가 정치적으로 곤란할 때에 일본 수상 다나카 기이치(田中義一)와 회담을 성사시켜 사태를 처리하였다. 또한 마쓰이는 군기에 엄한 것으로 알려져 1928년에 일어난 장쭤린 폭살 사건(張作霖爆殺事件)에선 주모자인 관동군 대좌 고모토 다이사쿠(河本大作)의 엄벌을 요구하였다.

### 중일 전쟁

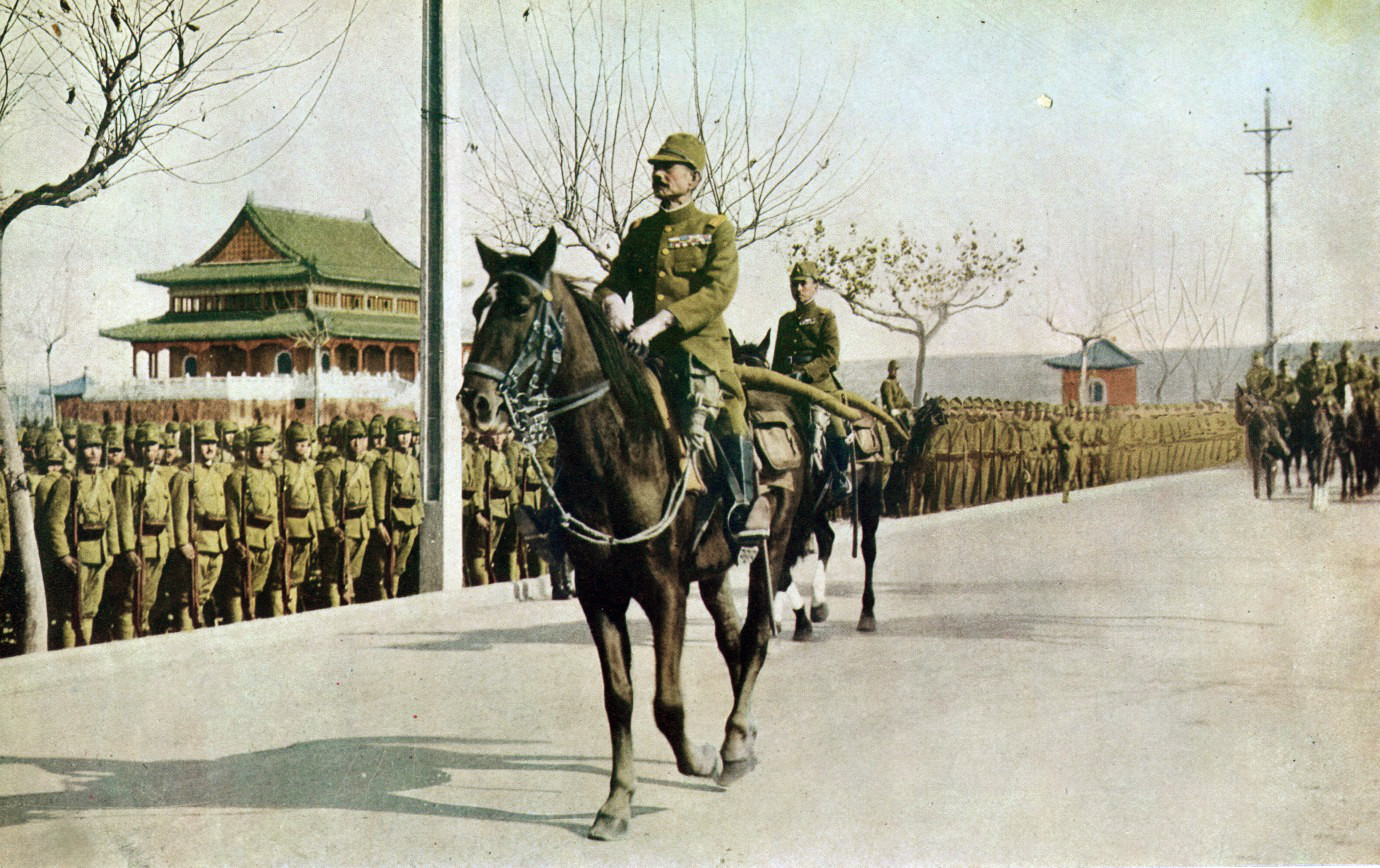
난징에서 열병하는 마쓰이 이와네

중일 전쟁 발발 전에는 예비역이었지만, 상하이 전투이 발발하면서 군무에 복귀, 상하이 파견군 사령관으로 상하이에 파견되었다. 참모본부와 일본 제국 정부는 상하이 사건이 확대되지 않기를 바라고 있었지만, 마쓰이 이와네는 상하이 부근으로 한정돼있던 권한을 일탈, 당시 수도였던 난징을 공격해 점령하였다.
난징 점령 직후, 일본군에 의한 잔혹행위 (난징 대학살) 가 시작되었으나, 그는 와병중이어서 현장을 이탈, 이를 통제할 수 없었다. 그러나 그는 진상을 잘 알고 있었다. 그는 일기에 일본군의 만행을 기록하면서, 이는 황군의 명예에 먹칠하는 것이라고 유감의 뜻을 표하기도 하였다. 또한 난징 대학살 이후에도 이러한 잔혹 행위는 황군의 불명예라고 부하들을 꾸짖기도 하였다. 그러나 이미 사건은 크게 터져버린 이후였다.
마쓰이 이와네는 이후 은퇴하여, 1938년 3월, 일본 귀국 후에 시즈오카현의 아타미 시에 있는 이즈 산의 절에서 머물었는데, 여기서 그는, 이번에 일어난 중국과 일본 양병사의 희생은 아시아 대부분의 유럽과 미국 열강의 식민지가 머지않아 독립하는 일을 위한 희생이라고 평가하였다고 한다.

### 패전과 극동 국제 군사 재판

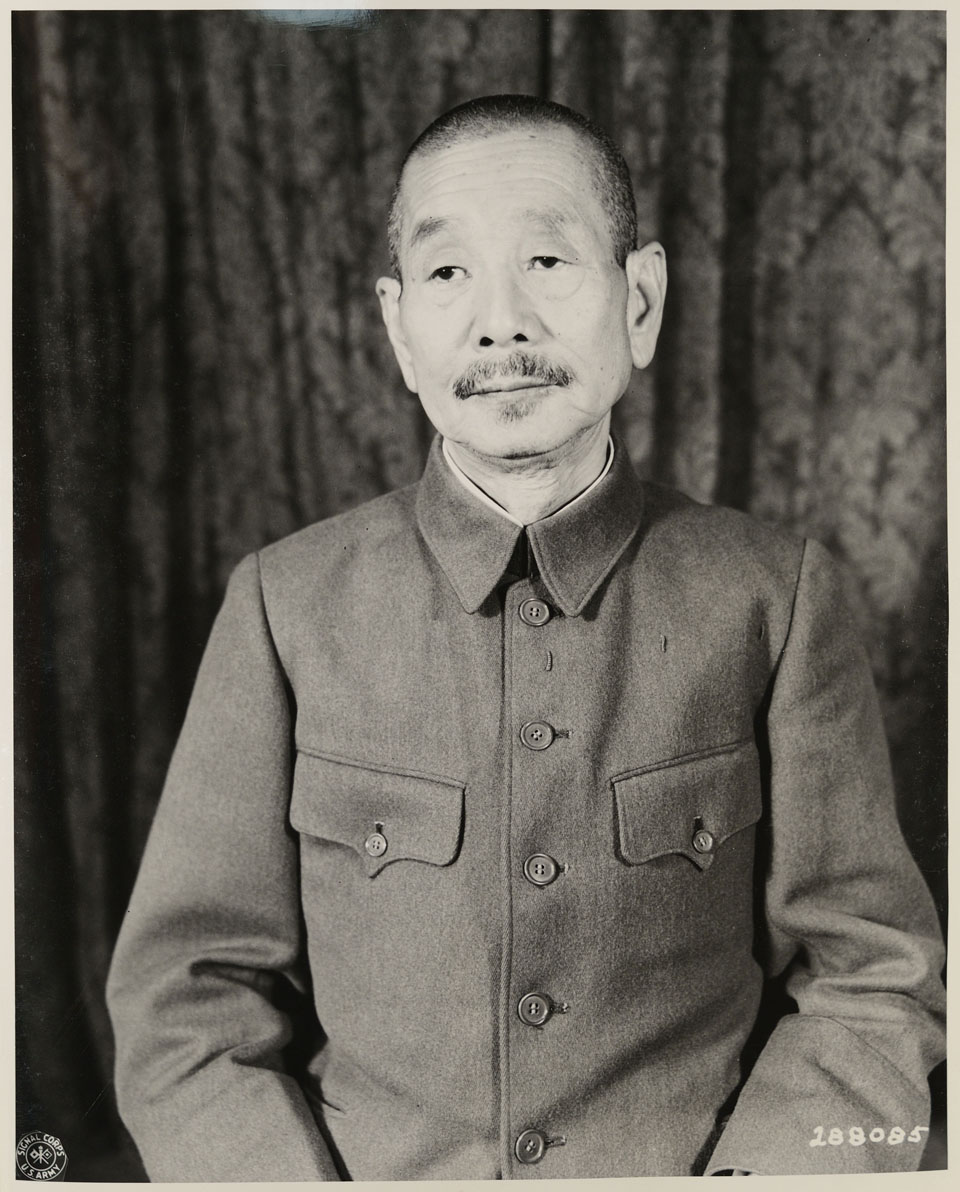
극동 국제 군사 재판에서의 마쓰이 이와네

마쓰이 이와네는 전쟁 후에 민간인 신분으로 전쟁범죄자로 체포되어 극동 국제 군사 재판에 기소되었다. 마쓰이 이와네가 사령관을 맡은 화중군이 난징에서 자행한 대학살을 비롯한 범죄에 대한 관한 처벌을 게을리했다는 이유로 사형 판결을 받는다.
1948년 12월 23일 스가모 형무소 내에서 마쓰이 이와네를 비롯한 7명의 교수형이 집행되었고, 1978년에는 다른 A급 전범들과 함께 야스쿠니 신사에 합사되었다.